# Schloss Brüninghausen

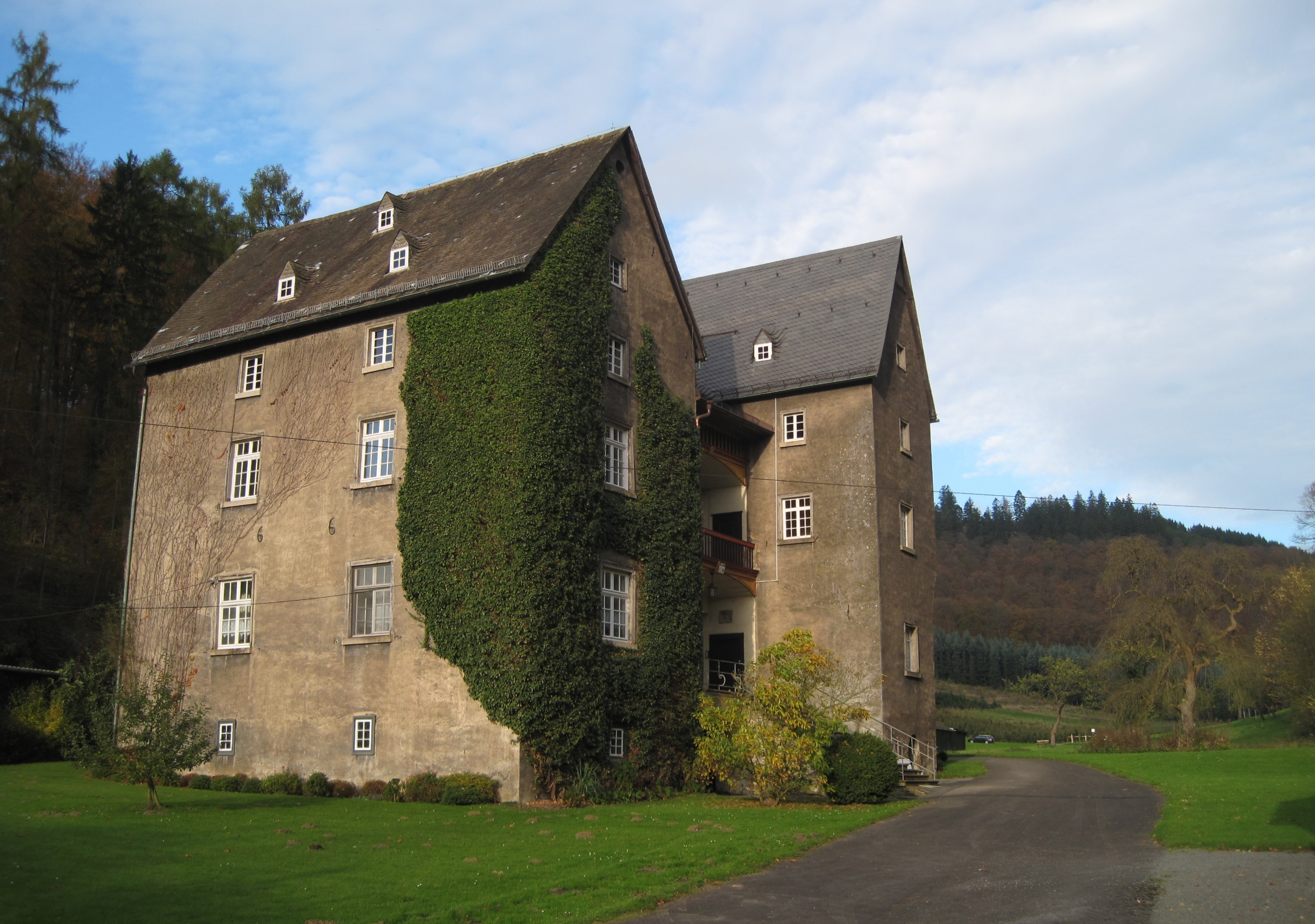
Schloss Brüninghausen

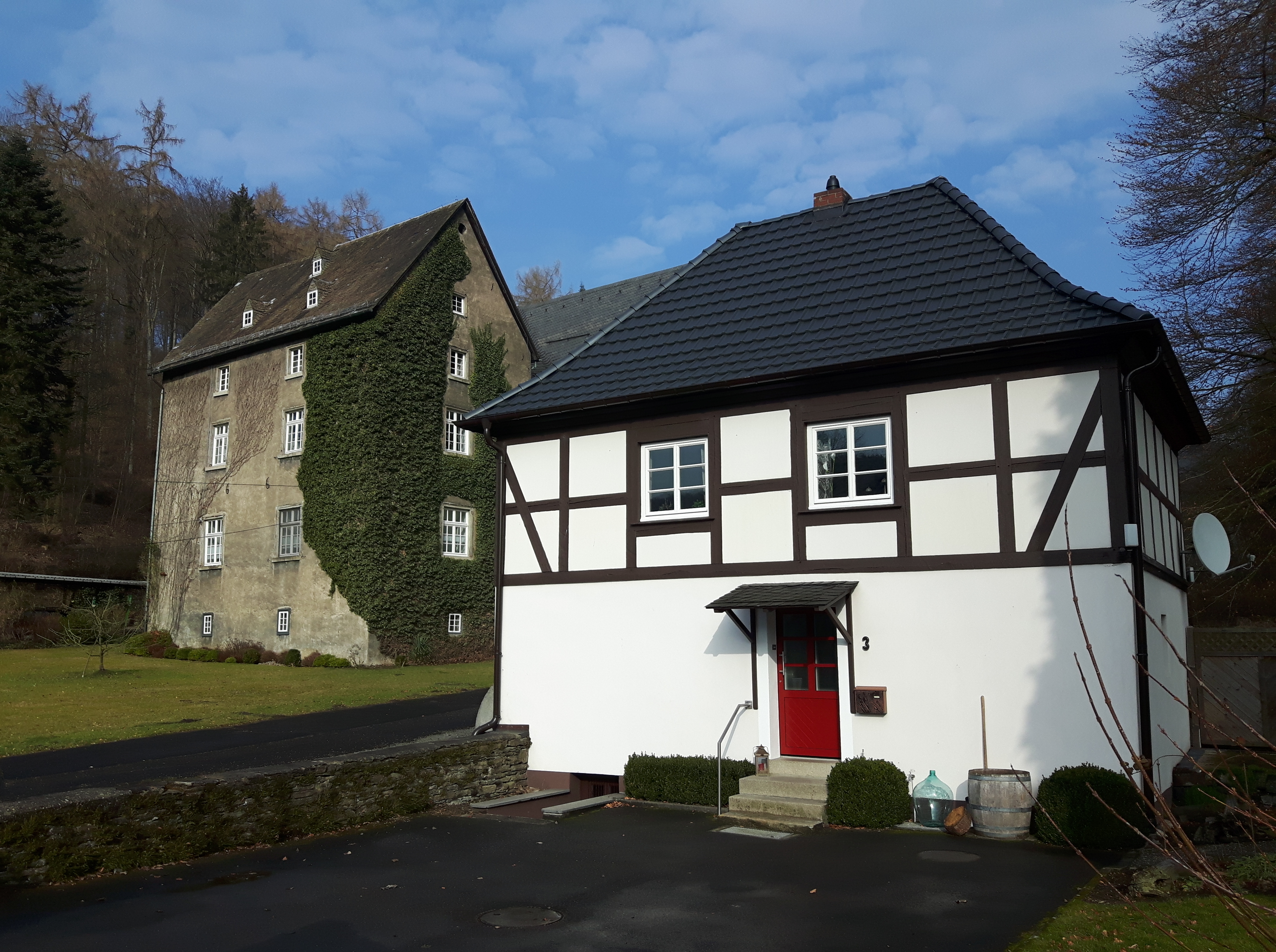
Ehemalige Mühle des Schlosses

Das Schloss Brüninghausen befindet sich in Plettenberg (Ortsteil Ohle) im Märkischen Kreis im Sauerland, Nordrhein-Westfalen.
Das genaue Datum der Erbauung ist nicht bekannt, erwähnt wurde es erstmals im Jahr 1311 als Lehen des Erzbischofs von Köln bona Brunnenchusen. Heute ist das Schloss Brüninghausen, das mit den beiden verbundenen Burghäusern eine markante Optik besitzt, ein Wohnhaus. Früher war es ein Turm- und ein Mühlengut und bis Anfang des 19. Jahrhunderts von einer Art Wassergraben umgeben. Das Gebäude stand in einem Teich, welcher später trockengelegt wurde.
Erste überlieferte Besitzer des Guts waren die Herren von Ohle (spätestens seit Mitte des 14. Jahrhunderts). Danach war das Schloss in Händen derer von Rüspe (Turmgut ab ca. 1400; Mühlengut ab 1519, nach mehreren anderen Besitzern) und derer von der Horst (ab 1622). Seit Mitte dem 17. Jahrhundert ist das Schloss im Besitz der Adelsfamilie von Wrede, bewohnt wird es von Christoph Freiherr von Wrede. Traditionell findet auf Schloss Brüninghausen ein Weihnachtsbaumverkauf statt.
Bei der Stadt Plettenberg ist das Schloss seit 28. Juni 1988 als schützenswertes Denkmal in eine Liste eingetragen.